# Hipólito Yrigoyen
Hipólito Yrigoyen, nome completo Juan Hipólito del Sagrado Corazón de Jesús Yrigoyen (Buenos Aires, 12 luglio 1852 – Buenos Aires, 3 luglio 1933), è stato un politico argentino.
Fu presidente dell'Argentina per due mandati: dal 12 ottobre 1916 al 12 ottobre 1922 e dal 12 ottobre 1928 al 6 settembre 1930.

## Biografia
Nipote del politico argentino Leandro N. Alem, prese parte con lui alla lotta politica contro i conservatori del Partito Autonomista Nazionale; nel 1890 infatti partecipò alla rivolta, nota come Rivoluzione del Parco, che costrinse alle dimissioni il presidente Miguel Juárez Celman. L'anno seguente Yrigoyen, insieme allo zio, fondò l'Unione Civica Radicale, divenuto uno dei maggiori partiti argentini. Nel 1893 Alem e Bernardo de Irigoyen, guidarono due distinte rivolte contro il presidente Carlos Pellegrini, che furono soffocate. Alem sopraffatto dal senso della disfatta si suicidò nel 1896. Dopo la morte di quest'ultimo, de Irigoyen, portavoce dell'ala conservatrice, cercò di riallacciare i rapporti l'Unione Civica Nazionale; Lisandro de la Torre abbandonò il partito per fondare la Lega del Sud, dal quale nacque il Partito Democratico Progressista.
Hipólito Yrigoyen decise, nel 1897, di sciogliere l'unica struttura organizzata che aveva il partito: il Comitato della Provincia di Buenos Aires. Ciò spinse ciò che rimaneva del partito a candidare alla guida della Provincia di Buenos Aires de Irigoyen che risultò eletto, sancendo così il prevalere dell'ala conservatrice del partito, la meno organizzata territorialmente.
Nel 1903, Yrigoyen decise di riorganizzare le file del partito e creò la base per una nuova sollevazione popolare, che diede vita alla Rivoluzione del 1905.
Come le precedenti questa rivoluzione venne repressa dal governo guidato da esponenti del Partito Autonomista Nazionale. Nel PAN, però, si diffuse sempre di più la componente "modernista", guidata da Carlos Pellegrini e Roque Sáenz Peña, convinta della necessità di aprirsi alle istanze di radicali, democratici e socialisti. Nel 1910, Sáenz Peña e Yrigoyen si accordarono sulla necessità di cambiare la legge elettorale, rendendo il voto segreto ed universale. Fin a quel momento, infatti, in Argentina si era praticato il "voto cantado": l'elettore entrato nel seggio pronunciava ad alta voce il proprio voto o mostrava come votava sulla scheda. Nel 1912 venne approvata la "Legge Sáenz Peña", che prevedeva il voto segreto, libero ed il suffragio universale maschile.
Grazie alla fine dei brogli, alle elezioni amministrative tra il 1912 ed il 1916, l'UCR prevalse quasi ovunque. Naturale candidato alla presidenza nel 1916, Yrigoyen trionfò nel voto popolare, tuttavia riuscì ad affermarsi nei collegi elettorali grazie al sostegno dei radicali dissidenti di Santa Fe. Il 12 ottobre 1916, il leader radicale fu proclamato Presidente dell'Argentina e trascinato da una folla entusiasta, cosa mai successa prima, dal Congresso alla Casa Rosada. Il nuovo presidente mantenne il Paese neutrale durante la prima guerra mondiale e rafforzò all'interno i diritti civili e sociali, mentre cercò di controllare le interferenze straniere. Tuttavia non seppe mantenere l'unità all'interno del suo partito, che si divise in azzurri, di tendenza più conservatrice, e nei radicali propriamente detti, di tendenza invece più popolare. Scaduto il suo mandato nel 1922, Yrigoyen si ripresentò per le elezioni presidenziali del 1928, che vinse, ottenendo il secondo mandato, che però fu stroncato, il 6 settembre 1930, da un golpe militare guidato dal generale José Félix Uriburu, che lo depose e instaurando una dittatura con a capo lo stesso Uriburu. Il presidente deposto dunque si ritirò a vita privata, morendo a Buenos Aires il 3 luglio 1933, a 81 anni.